# 波塔波沃站
波塔波沃站（羅馬化：Potapovo）是一個位於俄羅斯莫斯科新莫斯科行政區，屬於莫斯科地鐵索科利尼基線的地鐵車站，在2024年9月5日啟用。目前是索科利尼基線的西南端終點站。
波塔波沃站是全莫斯科地鐵中首個以地熱作為設計的車站。其設計採用雙層玻璃以及額外的隔熱以保障車站溫暖。車站建於高速公路正中央，並建有行人天橋以便乘客在高速公路兩側進出車站。
波塔波沃站以飛船為設計理念。車站月台和外觀的設計融合了塑膠元絷，並將在車站內設立一座由Dashi Namdakov藝術家設計的雕塑。
車站首先於2018年在莫斯科地鐵的計劃內出現。原定在2020年啟用，但波塔波沃站延遲至2024年9月5日才正式開放。車站是2032年新莫斯科計劃開放的二十個地鐵站之一。